# Elisabeth Schmitt
Elisabeth Schmitt, geborene Elisabeth Dorothea Hamburger (* 28. Oktober 1891 in Frankfurt am Main; † 1974 in Chicago) war eine deutschamerikanische Juristin. Der Historiker Hans A. Schmitt war einer ihrer Söhne.
Sie wurde am 19. Oktober 1916 als eine der ersten Frauen in Deutschland zum Dr. jur. promoviert. Da es ihr in den Folgejahren als Frau nicht gelang, eine ihrer Ausbildung entsprechende dauerhafte Anstellung zu finden, begann sie 1924 – inzwischen verheiratet mit Julius Anton Schmitt – damit, Nachhilfeunterricht zu erteilen. Ihre dabei gesammelten Erfahrungen und ihre umfangreichen Fremdsprachenkenntnisse ermöglichten es ihr, ab 1935 in der Quäkerschule Eerde zunächst als Hausmutter und später als Lehrerin für Latein, Griechisch, Englisch und Französisch zu arbeiten. Ab 1941 war sie für die Betreuung der jüdischen Kinder der Schule verantwortlich, bevor sie 1946 in die USA einreisen konnte.

## Herkunft und Ausbildung
Die geborene Elisabeth Dorothea Hamburger entstammt einer wohlhabenden jüdischen Familie. Ihr 1841 geborener Vater Adolf Hamburger, in Hanau aufgewachsen, wanderte in den späten 1850er Jahren nach Australien aus. In Sydney gründete er in der Folge des Australischen Goldrausches ein Import-Export-Geschäft, das sich sehr gut entwickelte und den Grundstock seines Vermögens bildete. 1889 übertrug er das Geschäft auf einen seiner Brüder und kehrte nach Deutschland zurück. Er heiratete die Lehrerin Jenny Behr und erwarb in der noblen Bockenheimer Landstraße („Bockenheimer Parkway“) in Frankfurter zwei Häuser. Er „verbrachte seine verbleibenden Jahre mit den Früchten seines abenteuerlichen Lebens. Mit Ausnahme eines gelegentlichen Besuchs an der Börse, um seine Investitionen im Auge zu behalten, und dem Management seiner erstklassigen städtischen Immobilien, war er fertig mit dem sich Plagen und Herumwirbeln.“ 1891, mit fünfzig Jahren, wurde er erstmals Vater. Elisabeth wurde geboren.
Die Familie führte das Leben assimilierter Juden mit nur noch lockeren Verbindungen zum Judentum. Dagegen wurden die traditionellen weltlichen und religiösen Feste der sie umgebenden bürgerlichen Gesellschaft gepflegt, und die Verbundenheit mit dem Deutschen Reich ging gar so weit, dass Adolf Hamburger beim Ausbruch des Ersten Weltkriegs seinen britischen Pass, den er noch aus seiner Zeit in Australien besaß, zurückgab, um seine ungeteilte Loyalität gegenüber Kaiser und Reich zu bekunden.
Der Historiker Hans A. Schmitt beschreibt seinen Großvater trotz dessen deutsch-nationaler Gesinnung als einen Menschen mit liberaler und kosmopolitischer Gesinnung, der viel Wert darauf legte, seinen beiden Kindern, Elisabeth und deren jüngerem Bruder Richard, die griechische und römische Geschichte sowie die Geschichte der Renaissance zu vermitteln. Dazu gehörte auch, dass beide Englisch, Französisch und Italienisch zu lernen hatten. Im Elternhaus wurde viel Englisch gesprochen, und Elisabeth hatte mehrfach Gelegenheit, nach England zu reisen. Sie lernte dabei Mitglieder der Labour Party kennen, mit denen sie bis in die 1930er Jahre hinein in Kontakt stand.
Die häusliche Idylle wurde getrübt, als Elisabeth, die in Frankfurt die Elisabethenschule, eine höhere Mädchenschule, besuchte, den Wunsch äußerte, Jura zu studieren. Während der Vater diesem Wunsch trotz der Schwierigkeiten für Frauen, zur damaligen Zeit zum Studium zugelassen zu werden, offen gegenüberstand, traf dieser Studienwunsch auf den entschiedenen Widerstand der Mutter, der für ihre Tochter ein eher traditioneller weiblicher Beruf vorschwebte. So kam es, dass sich Elisabeth zunächst im städtischen Lehrerinnenseminar einschrieb. Dessen Direktor bescheinigte Elisabeth jedoch überragende Fähigkeiten für eine akademische Karriere, so dass der mütterliche Widerstand gegen den Berufswunsch der Tochter aufgeweicht werden konnte und Elisabeth zunächst in Heidelberg und dann in Berlin ihr Jurastudium aufnahm.
1916 folgte Elisabeth Hamburger ihrem akademischen Lehrer und Doktorvater Gerhard Anschütz von Berlin nach Heidelberg. Hier wurde sie am 19. Oktober 1916 promoviert – knapp zwei Wochen vor ihrem 25. Geburtstag. Von Anschütz wird sie in seinen Memoiren als eine der drei besten seiner Studentinnen gewürdigt. (Lucky Victim, S. 12)

## Weimarer Zeit und frühe Nazi-Jahre
Die Berufsaussichten für eine promovierte Juristin waren in der Mitte des Ersten Weltkriegs und zu Beginn der 1920er Jahre alles andere als glänzend, und so kam es, dass Elisabeth Hamburger in diesen Jahren nur vereinzelte und durchweg befristete Stellenangebote erhielt. Erst 1924 fand sie eine Möglichkeit, sich eine längerfristige berufliche Existenz aufzubauen, doch die führte weg von ihrer eigentlichen Ausbildung. Sie wurde Privatlehrerin, Tutorin, zunächst für Jurastudenten, die sie auf ihre Examen vorbereitete, und dann für Schülerinnen und Schüler, die den Anforderungen des Sekundarschulwesens nicht gewachsen waren und denen sie half, die Abschlussprüfung zu bestehen. „Dank der Bemühungen meiner Mutter schafften diese Problemkinder ihren Abschluß, und als sich ihre Erfolg herumsprach, wuchs ihre Gemeinde und beanspruchte den größten Teil ihrer Zeit.“ Zu dem Zeitpunkt war Elisabeth aber bereits mit Julius Anton Schmitt verheiratet und Mutter zweier Kinder.

### Julius Schmitt, ein Ehemann aus einfachen Verhältnissen
Im Gegensatz zur wohlhabenden Familie Hamburger stammen die Vorfahren von Julius Schmitt aus deutlich ärmeren Verhältnissen. Sein 1844 geborener und 1887 frühverstorbener Vater, Johann Matthäus Schmitt, war ein Kutscher aus Franken. Die 1843 geborene Mutter Elise Schneider, ein uneheliches Kind, arbeitete als Hausmädchen in Nürnberg. 1882, Elise war 39 Jahre alt, heiratete sie, wurde aber bereits vier Jahre später Witwe. Aus der kurzen Ehe gingen zwei Söhne hervor – einer davon Julius Schmitt, geboren am 9. Dezember 1883 in Nürnberg.
Julius Schmitts Onkel war ein katholischer Priester, der nach dem Tod seines Bruders dafür sorgen wollte, dass der ursprünglich protestantisch getaufte Junge gegen den Willen seiner Mutter zum Katholizismus konvertiert. Die Mutter konnte das verhindern, doch entwickelte sich daraus eine langjährige Auseinandersetzung um den rechten Glauben des Jungen, die faktisch dadurch entschieden wurde, dass er bei der Mutter lebte und der Onkel nur bedingt Einfluss ausüben konnte.
Elise Schmitt schaffte es, ihren Sohn in Nürnberg auf ein Realgymnasium zu schicken, das ihm eine ein späteres Studium für das Höhere Lehramt ermöglicht hätte. 1897 musste Julius Schmitt den Schulbesuch jedoch beenden, wobei unklar blieb, ob dies aufgrund seiner mangelnden Schulerfolge geschah oder weil seine Mutter das Schulgeld nicht länger bezahlen konnte. Nach mehreren Versuchen gelang es schließlich, für den Jungen eine Lehrstelle bei einer Nürnberger Firma zu finden, wofür es der Priester-Onkel übernahm, das Lehrgeld zu zahlen. „Pater Georg bezahlte die Gebühr in drei jährlichen Raten, obwohl es offensichtlich keine Hoffnung mehr gab, dass diese Großzügigkeit den Begünstigten zum römisch-katholischen Glauben bekehren würde.“ Hans A. Schmitt ist sich sicher, dass die auch in anderen Fällen bewiesene Großzügigkeit des Onkels seinen Vater davor bewahrt hat, eine ähnlich randständische Existenz wie seine wenig gebildeten Eltern führen zu müssen.
Julius Schmitt verbrachte 14 Jahre damit, Elektroanlagen zu bauen und zu reparieren, besonders auch Telefonanlagen. Doch er entwickelte allmählich das Interesse, sich weiterzubilden und schrieb sich in Abendkursen ein, die vom „Nationalverein für das liberale Deutschland“ unterstützt wurden. Auf diese Weise kam er in Kontakt zu Wilhelm Ohr, dem Generalsekretär des Vereins, der Schmitt 1911 anbot, ihn hauptberuflich bei seiner Kampagne für einen Sitz im Reichstag zu unterstützen. Zwar verlor Ohr die Wahl zum Reichstag, doch verhalf er danach Julius Schmitt zu einer Stelle als Sekretär des „Protestantischen Arbeitervereins“ („Protestant Workers Association“) in Frankfurt. Von dort aus führte ihn sein weiterer beruflicher Werdegang in die Dienste der Stadt Frankfurt: Er wurde Leiter der Jugendabteilung des städtischen Arbeitsamtes. Diese Tätigkeit übte er bis zum August 1919 aus, doch hatte er zuvor auch dreieinhalb Jahre als Soldat gedient.
Nach seiner Rückkehr aus dem Krieg näherte sich Julius Schmitt mehr und mehr der Sozialdemokratischen Partei Deutschlands an. Auf diesem Wege, im Frühling 1919, lernte er dann auch bei einem Treffen im Haus eines gemeinsamen Freundes Elisabeth Hamburger kennen. Hans A. Schmitt zieht daraus einen ironischen Schluss: „So verdanke ich meine Existenz zwei Revolutionen: der Französischen, die meine jüdischen Vorfahren aus ihrem Ghetto befreite, und der Deutschen, die, was selten vorkam, die Möglichkeit bot, daß Bürger und Arbeiter sich als gleiche vermischen konnten. Nur in dieser Situation war es möglich, dass die mürrische Kutscherswitwe und der tolerante, hedonistische Frankfurter Rentier ihre Plätze mitten unter meinen Vorfahren einnehmen konnten.“

### Eine bürgerliche Ehe in der Weimarer Zeit
Die großbürgerliche Familie Hamburger scheint ihrem aus ärmeren Verhältnissen stammenden künftigen Schwiegersohn sehr wohlgesinnt gewesen zu sein. Mehr noch: Elisabeths Vater drängte Julius Schmitt seine städtische Anstellung aufzugeben und ein Studium zu beginnen. Vater Hamburger wollte dafür die Kosten übernehmen.
Julius Schmitt verfügte über keine formale Hochschulzugangsberechtigung. Dass er dennoch studieren konnte, verdankte er der Wirtschafts- und Sozialwissenschaftlichen Fakultät der noch jungen Frankfurter Universität. Diese entschied, Schmitt aufgrund seiner beruflichen Erfahrungen trotz des fehlenden Abiturs zum Studium zuzulassen und stützte sich dabei auch auf eine Empfehlung seitens der Stadt Frankfurt. So konnte Schmitt, inzwischen 36 Jahre alt, sich im September 1919 für das Wintersemester 1919/1920 erstmals einschreiben. Zwei Monate später heiratete er Elisabeth Hamburger.
Die Familie Hamburger, der Vater war kurz vor der Hochzeit seiner Tochter verstorben, und in der Folge auch die junge Familie Schmitt büßten durch die aufkommende Inflation ihre finanzielle Sicherheiten ein, so dass Julius Schmitt noch vor der endgültigen Fertigstellung seiner Dissertation gezwungen war, sich Arbeit zu suchen. Er wurde leitender Angestellter der Farbwerke Hoechst und “My father did what society expected of a middle-class paterfamilias. He assumed the chief responsibility for the support of his growing familiy.” (deutsch: „Mein Vater tat, was die Gesellschaft erwartete von einem bürgerlichen Familienvater. Er übernahm die Hauptverantwortung für die Unterstützung seiner wachsenden Familie.“) Elisabeth Schmitt sorgte derweil für den im Juni 1921 geborenen Sohn Hans, dessen Bruder Richard, der 1927 zur Welt kam, und startete ihre schon erwähnte Tätigkeit als Tutorin und Nachhilfelehrerin.
1928 übersiedelte die Familie Schmitt nach Berlin. Dort hatte 1920 Elisabeths Bruder, Richard Hamburger, ein gutgehgendes Consulting-Unternehmen gegründet, in das nun auch Julius Schmitt eintrat. Er wurde verantwortlich für die halbmonatliche Zeitschrift des Instituts, und auch Elisabeth wurde Institutsmitarbeiterin. Letzteres war für die damaligen Verhältnisse durchaus nicht selbstverständlich, denn nach dem vorherrschenden Rollenmodell bürgerlicher Kreise hatte sich eine Mutter zweier Kinder vor allem um den Haushalt zu kümmern.
Die Familie errang einen gewissen Wohlstand. Sie mietete zunächst ein Haus in Berlin-Frohnau und ließ sich 1930 mit Hilfe eine Bauhaus-Architekten in der Nähe des Tegeler Forsts eine Villa errichten, die bei den Nachbarn ob ihres modernen Stils schnell als „Wohnmaschine“ verschrien war. (Lucky Victim, S. 25)
Das Glück der Familie wendete sich zu Beginn des Jahres 1932. Elisabeths Bruder erhielt ein lukratives Angebot von Telefunken und schloss daraufhin das „Organisations-Institut“. Elisabeth und Julius Schmitt wurden arbeitslos. Julius Schmitt versuchte, als Vertreter die Familie über Wasser zu halten. Er vertrieb zunächst Versicherungen, dann Schreibmaschinen. “The recently high-flying son of the penniless washerwoman had become a penniiless bourgeois.” (deutsch: „Aus dem vor kurzem noch aufstrebenden Sohn der mittellosen Waschfrau war ein mittelloser Bourgeois geworden.“)
Die Familie konnte jedoch noch im Frühjahr 1932 nach Frankfurt zurückkehren. Elisabeth Schmitt hatte eine Reise nach Frankfurt unternommen und alte Verbindungen nach dort genutzt. Dadurch war es ihr gelungen, für Julius Schmitt eine Anstellung zu finden; er konnte fortan bei einem Hersteller von Fahrradreifen als Leiter der Qualitätskontrolle arbeiten. Elisabeth Schmitt indes musste wieder an ihre frühere Tätigkeit anknüpfen und Nachhilfeunterricht erteilen. Das elegante Wohnhaus in Berlin, „our Bauahaus palazzo“, wurde vermietet. (Lucky Victim, S. 30)

### Nazizeit und Übersiedlung nach Holland
Bei der Reichspräsidentenwahl von 1932 gab es heftige Diskussionen im Hause Schmitt. Eine Wahl Hitlers schied aus, doch votierte Elisabeth Schmitt für Paul von Hindenburg („the lesser-of-two-evils candidate of the republican parties“), worüber sich ihr Mann sehr empörte, der den kommunistischen Kandidaten Ernst Thälmann wählte. (Lucky Victim, S. 29) An diese innerfamiliäre Auseinandersetzung knüpfte Julius Schmitt am Abend des 30. Januar 1933 an, nachdem er erfahren hatte, dass Adolf Hitler von Hindenburg zum Reichskanzler ernannt worden war. Er warf seiner Frau ihr damaliges Votum für Hindenburg vor, dessen Folgen er ihr prophezeit habe, die nun Wirklichkeit geworden seien.
Diese Auseinandersetzung hatte keine das Familienklima belastenden Folgen, doch die Ernennung Hitlers zum Reichskanzler veränderte fortan das Leben der Familie. Es wurde zur ungeschriebenen Regel, dass nur noch bei geschlossenen Fenstern und Türen miteinander gesprochen werden durfte, die Familie wurde zur Bastion, die sich gegenüber der Außenwelt abschirmte, das Eltern-Kind-Verhältnis wurde enger: „Nach dem 30. Januar 1933 schlossen wir Kinder und unsere Eltern uns enger zusammen, während die Distanz zwischen uns und der Außenwelt rasch zunahm.“
Während Hans A. Schmitt für sich zwar die Veränderungen im Schulalltag wahrnimmt, sie aber nicht für bedrohlich hält und auch keinen direkten Bedrohungen ausgesetzt war, schätzten die Eltern die Situation offenbar anders ein. Im Sommer 1933 reiste Elisabeth Schmitt in die Schweiz und nach Frankreich, um dort mögliche Ziele für eine Emigration zu erkunden. Sie kehrte allerdings ohne Erfolg nach Hause zurück. (Lucky Victim, S. 59) Doch während der Sohn am 23. September 1933 an den Feierlichkeiten zum ersten Spatenstich für den Bau der HaFraBa teilnahm und danach eine allmähliche Normalisierung des schulischen Lebens konstatierte, verloren die Eltern das Ziel, Deutschland zu verlassen, nie aus den Augen.
Am 19. September 1934 schickten die Schmitts ihren ältesten Sohn, Hans, auf die Reise nach Holland. (Lucky Victim, S. 64) Vorausgegangen waren dem keine direkte Konfrontationen mit dem Nazi-System, aber sich zunehmend häufende Anlässe, die dem dreizehnjährigen Jungen die Teilnahme am schulischen Alltag erschwerten. Die Eltern „fanden es unerträglich, ihr Kind von seinen Altersgenossen zu trennen, und beschlossen, dass ich meine Ausbildung an anderer Stelle fortsetzen muss. Im Frühjahr 1934 gründeten englische Quäker in Holland ein Internat für Kinder, deren Eltern politische oder ethnische Verfolgung erlitten hatten. Meine Eltern besuchten den Ort und entschieden, dass es der richtige Platz für mich wäre.“
Hans A. Schmitt geht nicht auf die näheren Gründe ein, die seine Eltern bewogen, ihn auf die Quäkerschule Eerde zu schicken. Er macht aber deutlich, dass seine durch „british philanthropy“ ermöglichte Übersiedlung nach Holland in den Augen der Familie als eine Art Vorauskommando für die eigene spätere Auswanderung angesehen wurde. (Lucky Victim, S. 68) Dazu kam es dann 1935 für Elisabeth Schmitt und ihren zweiten Sohn, Richard. Anlass dafür war, dass dieser sich in der Schule verstärkt antisemitischen Diskriminierungen ausgesetzt sah, gegen die ihn zu schützen die Eltern keine andere Möglichkeit sahen, als auch ihm die Chance zum Verlassen Deutschlands zu geben.

“Unfortunately, my parents lacked the means to send two children to boardingschool in a foreign country. There was only one way to manage it. My mother would have to emigrate as well and somehow find a job abroad whose income would raise the money. Ever resourceful, and quick to translate plans into action, she wrote Mrs. Petersen to inquire whether the expanding school might possibly have a place on its staff for her. She offered to work without pay if my brother were accepted at Eerde. The two ladies had taken to each other during the visit that preceded my own enrollment, and there was no doubt that my mother had much to offer. After receiving a doctor of law from Heidelberg, she had become interested in juvenile problems and managed to combine profession and motherhood. […] She had been free to build up a large tutorial practice. As a result, her inquiry bore fruit. The growing school needed a second housemother, and in the summer of 1935 she assumed that post. My father remained behind, alone, continuing to pay for my fees and board, as well as sending my mother, as spending money, the equivalent of the token salary she had forgone to gain my brother`s admission.”

„Leider fehlten meinen Eltern die Mittel, zwei Kinder in ein ausländisches Internat zu schicken. Es gab nur einen Weg, es zu organisieren. Meine Mutter müsste auch auswandern und irgendwie einen Job im Ausland finden, dessen Verdienst das Einkommen erhöhen würde. Immer einfallsreich und schnell dabei, Pläne in die Tat umzusetzen, schrieb sie an Frau Petersen, um zu fragen, ob die wachsende Schule möglicherweise einen Platz für sie im Kollegium haben könnte. Sie bot an, ohne Lohn zu arbeiten, wenn mein Bruder in Eerde angenommen würde. Die beiden Damen hatten sich während des Besuchs, der meiner eigenen Aufnahme vorausging, getroffen, und es gab keinen Zweifel daran, dass meine Mutter viel zu bieten hatte. Nach der juristischen Promotion in Heidelberg hatte sie sich für jugendliche Probleme interessiert und hatte Beruf und Familie miteinander zu verbinden gelernt. […] Sie war in der Lage gewesen, eine Nachhilfeschule aufzubauen. Infolgedessen trug ihre Anfrage Früchte. Die wachsende Schule brauchte eine zweite Hausmutter, und im Sommer 1935 nahm sie diesen Posten an.“

Das war mit gravierenden Einschnitten in das Familienleben verbunden, denn der Vater, Julius Schmitt, musste in Deutschland zurückbleiben. Sein dortiges Einkommen war weiterhin nötig, um das Schulgeld und die Unterbringung für den ersten Sohn, Hans A. Schmitt, bezahlen zu können und das Aufnahmegeld für den zweiten Sohn, Richard. Gleichwohl empfand Hans A. Schmitt die Ankunft seiner Mutter und seines Bruders als eine partielle Wiedervereinigung der Familie. Er attestiert jedoch, dass seine Eltern, und vor allem sein Vater, durch die neue Situation eine schwere Bürde zu tragen hatten, die auch für Elisabeth Schmitt nur schwer zu ertragen war: „Sie trennte sich von ihrem Mann um unsertwillen. Die Erfüllung einer Verpflichtung zwang sie, eine andere preiszugeben, und während der Jahre zwischen meinem Schulabschluss und dem Tod meines Vaters erwog sie oft die Rückkehr an seine Seite, unabhängig von den Risiken.“

## Quäkerschule Eerde
In den Jahren 1935 bis 1945 sind das Leben von Elisabeth Schmitt und die Geschichte der Quäkerschule Eerde aufs engste miteinander verbunden, und Schmitt wurde ab 1941 zu einer zentralen Figur in einem der dunkelsten Abschnitte der Schulgeschichte.

### Familienleben in Zeiten der Trennung
Elisabeth Schmitt begann in Eerde als Hausmutter, unterrichtete aber bald auch als Lehrerin für Latein, Griechisch, Englisch und Französisch. Eine Form von Familienleben gab es dagegen nicht: Die Mutter hatte ein eigenes Zimmer, die beiden Söhne aber wohnten mit den anderen Schülern zusammen, und auch die Mahlzeiten wurden an unterschiedlichen Tischen eingenommen. Hans A. Schmitt berichtet, dass seine Mutter schnell Freunde unter ihren Kollegen gefunden und hart gearbeitet habe. Sie habe versucht, anderen Hilfe zu leisten, ohne für sich selbst Hilfe zu suchen. (Lucky Victim, S. 108)
Das Jahr 1937 brachte für die Familie Schmitt zwei Einschnitte. Im Juni legte Hans A. Schmitt seine Examen an der Schule ab und reiste im September 1937 nach England, wo er in London eine Ausbildung am Pitman’s College begann, einer Art höherer Handelsschule, benannt nach Isaac Pitman, dem Vater der englischen Kurzschrift. (Lucky Victim, S. 130–132) Dass er diese Ausbildung aufnehmen musste statt eines Studiums, lag an der veränderten familiären Situation. Der jüdische Arbeitgeber des Vaters hatte im Frühjahr 1937 seine Firma verkauft. Dem neuen Besitzer war der mit einer jüdischen Frau verheiratete Julius Schmitt, der sich weigerte, der NSDAP beizutreten oder den Hitlergruß zu entbieten, ein Dorn im Auge. Julius Schmitt wurde entlassen. Damit entfiel die finanzielle Unterstützung für die in Holland lebende Familie.
Hans A. Schmitt erhielt 1938 durch einen Cousin seiner Mutter, einen Ingenieur bei Carl Zeiss, den seine Firma, statt ihn als Juden auf staatlichen Druck zu entlassen, nach New York versetzt hatte, die Möglichkeit, in die USA zu emigrieren. Das war Anlass für die gesamte Familie, sich im Sommer 1938 noch einmal für sechs Wochen in Holland zu treffen. (Lucky Victim, S. 145)

“It was a lugubrious reunion since we did not know when we would see one another again. My mother was now persuaded that the whole clan must eventually follow me. My father, knowing no English, and therefore presumably unable to support us in the English-speaking world, was equally convinced that he would not join our exodus. Many hours were spent in futile debate over this difference of opinion. My mother, unyielding, nagged until my father agreed to go wherever the rest of us went. l call this dialogue futile because l sensed that his eventual, weary acquiescence signified no change of mind, but merely a desire to have some peace. For the moment, both parents had achieved what they wanted: my mother the feeling that her eloquence had preserved the family, my father the boon of having our collective future struck from the agenda of daily conversation. For the rest of the holidays all of us put on a brave front, as if convinced that my departure was the mere prelude to happier days to be enjoyed in safety and liberty.”

„Es war eine traurige Wiedervereinigung, da wir nicht wussten, wann wir uns wiedersehen würden. Meine Mutter war jetzt überzeugt, dass der ganze Clan mir schließlich folgen sollte. Mein Vater, der kein Englisch konnte und daher vermutlich nicht in der Lage wäre, uns in der englischsprachigen Welt zu unterstützen, war ebenso überzeugt, dass er sich unserem Exodus nicht anschließen würde. Viele Stunden wurden in vergeblicher Debatte über diese Meinungsverschiedenheit verbracht. Meine Mutter, unnachgiebig, nörgelte herum, bis mein Vater einverstanden war, hinzugehen, wo immer der Rest von uns ging. Ich nenne diesen Dialog nutzlos, weil ich spürte, dass seine letztendlich müde Zustimmung keinen Sinneswandel bedeutete, sondern nur den Wunsch, Frieden zu haben. Für den Augenblick hatten beide Eltern das erreicht, was sie wollten: Meine Mutter das Gefühl, dass ihre Beredsamkeit die Familie bewahrt hatte, mein Vater den Segen, unsere kollektive Zukunft von der Tagesordnung des täglichen Gesprächs verbannt zu haben. Für den Rest der Ferientage bildeten wir alle eine tapfere Front, so als wären wir überzeugt, dass meine Abreise das bloße Vorspiel zu in Sicherheit und Freiheit zu genießenden glücklicheren Tagen wäre.“

Die Familie stand nach der Übersiedlung des ältesten Sohnes in die USA weiter in brieflichem Kontakt. So erfuhr Hans A. Schmitt auch davon, dass sich sein Vater inzwischen der kleinen Frankfurter Quäkergemeinde angeschlossen hatte. Die dort erlebten Freundschaften halfen ihm, die Trennung von seiner Frau leichter zu ertragen, aber sie konnten auf Dauer seine zunehmenden Depressionen nicht aufhalten. Im August 1940 fand er überraschend eine Anstellung in einer Fabrik für Abwehranlagen, der seine Spezialkenntnisse wichtiger waren als seine jüdische Frau, doch: „Mein Vater war sechsundfünfzig Jahre alt, körperlich jung, aber emotional gezeichnet von Kampf und Enttäuschung. Sein neuer Job bedeutete eine Fünfzig- bis Sechzigstundenwoche. Morgens stand er um fünf Uhr dreißig auf, kehrte abends gegen sieben Uhr nach Hause zurück, bereitete seine Mahlzeit, und wusch danach ab und stellte sein Geschirr weg. Spezielle und routinemäßige Besorgungen, kompliziert durch den Krieg, natürlich nicht nur für ihn allein, verstärkten den Alltagsdruck. Nach seinem Tod schrieb seine Wirtin an meine Mutter: «Der Herr Doktor war oft sehr müde und sagte: ‹Ich will nichts als schlafen›, was man im Hinblick auf seine langen Arbeitszeiten verstehen kann. Vielleicht war es zu viel, weil er sich um so vieles kümmern musste, immer auf der Flucht.»“
Anfang Januar 1941 erhielt Hans A. Schmitt ein Telegramm von seinem in Amsterdam lebenden Onkel, durch das er über den Tod des Vaters unterrichtet wurde. Julius Schmitt hatte sich am 9. Dezember 1941 noch mit seiner Wirtin unterhalten, bevor er zu Bett ging. Am nächsten Tag sah ihn niemand, und so ließ einen weiteren Tag später die Wirtin das Schloss zu seinem Zimmer öffnen. Julius Schmitt lag tot auf seinem Bett, eine Hand auf seinem Herzen und friedlich dreinschauend. Auch der Arzt attestierte ihm einen friedlichen Tod. (Lucky Victim, S. 184)
Julius Schmitt wurde von der Frankfurter Quäkergemeinde, wie von ihm gewünscht, an der Seite seiner jüdischen Schwiegereltern beerdigt. Die Grabrede hielt Rudolf Schlosser. Elisabeth Schmitt war von den deutschen Behörden die Einreise zum Begräbnis verweigert worden. Zusammen mit ihrem Sohn Richard und den wenigen Verwandten in Amsterdam versammelte sie sich zum Zeitpunkt des Frankfurter Begräbnisses in einer kleinen katholischen Kapelle in Amsterdam. (Lucky Victim, S. 184–185)

### Unter deutscher Besatzung
Gut ein halbes Jahr vor dem Tod von Julius Schmitt, am 10. Mai 1940, besetzte die deutsche Wehrmacht die Niederlande. Dies brachte entscheidende Einschnitte für die Quäkerschule Eerde und auch für Elisabeth Schmitt mit sich.
Die Folgen der Besatzung erschwerten den Kontakt zwischen Hans A. Schmitt und seiner Mutter, erst recht, nachdem nach dem Überfall auf Pearl Harbor auch Amerika in den Krieg eingetreten war. „Nach Pearl Harbor reduzierte sich die Korrespondenz auf ein Rinnsal von 25-Wort-Nachrichten, die mit Hilfe des Roten Kreuzes ausgetauscht wurden, und auf gelegentliche Briefe, die von Dritten überbracht wurden. Die Mutter von meinem Musiklehrer in Eerde, Billy Hilsley, die in der Schweiz bei Bern lebt, und ein Eerde-Alumnus in Stockholm, Kurt Weingarten, dienten periodisch als Kanäle zwischen mir und meiner Mutter. Was ihr Leben in dieser Zeit wirklich war, würde ich erst 1945 entdecken.“
Die brutalen Auswirkungen der deutschen Besatzung zeigten sich für die Quäkerschule Eerde am 1. September 1941: Die 18 noch an der Schule verbliebenen jüdischen Kinder mussten separiert werden und wurden unter der Obhut von Elisabeth Schmitt, der es fortan verboten war, im „arischen“ Teil der Schule zu unterrichten, in einem eigenen Gebäude, dem Haus „De Esch“, untergebracht. Dieser Schritt selbst, die Segregation der jüdischen Schüler und ihre Umsiedlung, war und ist höchst umstritten, und ebenso die Rolle, die Elisabeth Schmitt in diesem Zusammenhang gespielt hat.
Anfang April 1943 wurden die jüdischen Schüler aus dem Haus „De Esch“ deportiert. Über die holländischen Lager Camp Vught und Westerbork wurden sie in die Vernichtungslager im Osten gebracht. Im Park von Schloss Eerde steht seit 1999 ein von ehemaligen Schülern der Quäkerschule gestifteter Gedenkstein. Auf ihm sind die Namen von 14 Opfern verzeichnet.
Die Diskussion darüber, welchen Anteil Elisabeth Schmitt am Tod dieser Kinder hat, ist nie verstummt. Aus dem Umkreis von Wolfgang Frommel wurde ihr die Hauptschuld angelastet, weil sie verhindert habe, dass die Kinder, die ihr blind vertrauten, hätten untertauchen können. Demgegenüber weist Hildegard Feidel-Mertz darauf hin, dass „Frau Schmitt […] die […] in De Esch verbliebenen Kinder in guter Absicht und überlegt zum Gang ins Lager“ veranlasst habe.
Was diese „gute Absicht“ angesichts der absehbaren Folgen gewesen sein könnte, ist nicht überliefert. Als sicher kann jedoch gelten, dass der Entscheidung von Schmitt und den anderen Verantwortlichen der Schule Fehleinschätzungen und falsche Loyalitäten zu Grunde lagen:
- Piet Kappers, der wichtigste Quäkerfunktionär im Leitungsteam der Schule, war ein Studienfreund von Friedrich Wimmer (Verwaltungsjurist), Generalkommissar der Verwaltung und Justiz in den besetzten Niederlanden unter Arthur Seyß-Inquart, dem Reichskommissar für die Niederlande. Wimmer soll Kappers versichert haben, dass Eerde ungestört weiterarbeiten könne, solange dort deutsche Erlasse befolgt würden und niemand beschäftigt werde, der in illegale Handlungen verstrickt sei. Die deutschen Besatzer würde jeden in Eerde lebenden Menschen als Mitglied der Gemeinschaft der Quäker betrachten und deshalb bestünde dort weder für Juden noch für Heiden eine Gefahr. Obwohl Kappers und die anderen Verantwortlichen an der Schule die Judenverfolgung aus nächster Nähe beobachten konnten, vertrauten sie einem hochrangigen Nazi. Hans A. Schmitt dazu später: „Ob diese Zusicherungen hätte geglaubt werden dürfen, wird ebenfalls weiterhin diskutiert. Am Ende lagen die Skeptiker, von denen es viele gab, richtig, als die verbleibenden jüdischen Kinder in De Esch am 10. April 1943 in das Konzentrationslager Vlught gebracht wurden und von dort nach Auschwitz, wo alle umkamen.“[24] Und an anderer Stelle: „Die verantwortliche Lehrerin in De Esch, Elisabeth Schmitt, ebenso bedingungslos vertrauend in Kappers Urteil wie Kappers seinen deutschen Kontakten vertraute, prägte ihren Jugendlichen ein, dass eine Flucht in den Untergrund sowohl für das Entkommen wie für den Rest der beiden Schulgemeinschaften riskant sei, weil es jeden der deutschen Vergeltung aussetzen würde. Die Diskussionen über das Thema im Schloss führten zu demselben Ergebnis. […] Am Ende lagen die Skeptiker natürlich richtig.“[25]
- Im Exilarchiv in Frankfurt gibt es das Transkript eines Gesprächs mit dem ehemaligen Eerde-Lehrer Werner Hermans vom 28. März 1980. Darin berichtet er von einer Abendbesprechung kurz vor der Deportation der jüdischen Schüler. Es habe einen Plan gegeben, sie bei Hellendoorn untertauchen zu lassen. Auch Papiere seien bereits vorbereitet gewesen. Dieser Plan sei am heftigen Widerspruch von Elisabeth Schmitt gescheitert. Sie hätte die Kinder überredet, sich nicht verstecken zu lassen. Ihre Position sei es gewesen, dass den Behörden gegenüber ehrlich gehandelt werden müsse und sie alle außerdem unter dem Schutz der Quäker stünden. Hermans sah das 1980 im Kontext einer grundsätzlichen Quäkerposition: immer die Wahrheit zu sagen, auch wenn es zum eigenen Nachteil gereiche, und er zitierte aus einem Gespräch mit Kappers, der damals verlangt habe, die deutschen Gesetze zu hundert Prozent zu erfüllen. Darauf verweist auch Hans A. Schmitt, wenn er die lange nach dem Krieg noch fortdauernden Diskussionen innerhalb der Quäker anspricht. Im Anschluss an eine Aussage von Kappers Frau Luise, die insistiert, dass sie und ihr Mann während der deutschen Besetzung immer ehrlich und aufrichtig gehandelt hätten, schreibt er: „Wie ‚ehrlich und aufrichtig‘ zu bleiben, blieb ein Zankapfel unter den holländischen Quäkern bis lange nach dem Krieg und die Besetzung [längst] aufgehört hatte, ein Thema der täglichen Reflexion und Bestandsaufnahme zu sein. Die Gruppe blieb weiterhin geteilt in diejenigen, die daran festhielten, dass ein Quäker immer die Wahrheit sagen muss – eine Position, die durch Piet Kappers Umgang mit den Besatzungsbehörden veranschaulicht wurde – und diejenigen, die glaubten, vor allem, wenn es um die Nazis ging, diese Wahrheit könne kompromittiert werden, wann immer die Wahrheit Leben kosten könne.“[26]
- Peter Budde verweist auf ein zum Teil absurdes unpolitisches Verhalten seitens einiger Lehrkräfte der Schule. Er verdeutlicht dies am Beispiel von Heinz Wild, den er schon für die Zeit, in der noch Katharina Petersen als Schulleiterin wirkte, als einen Protagonisten eines „häufig verkrampft wirkende[n] ‚Unpolitisch-sein-Wollen[s]‘ charakterisiert“.[27] Wie naiv und gefährlich zugleich ein unpolitisches Verhalten werden kann – die eigene Vernichtung quasi schicksalergeben hinnehmend –, zeigt die folgende Episode: „Laura [van Honk], eine resolute Quäkerin, trifft Lehrer Wild mit Judenstern am Anzug, bereit zum Abtransport auf dem Bahnsteig. ‚Du kommst mit mir!‘ Sie zieht ihn in die Toilette, trennt den – zwingend vorgeschriebenen – Stern ab und versteckt den Lehrer für ein halbes Jahr in einem Verschlag in ihrer Wohnung – und lacht, als sie von seiner Angst erzählt: Sie wäre fast eher als er ins Lager gegangen, hätte man ihn erwischt.“[28]

Ein ähnliches Verhalten wie Heinz Wild zeigte auch Elisabeth Schmitt. Im Frühjahr 1942 stand ein holländischer Polizist vor der Tür von „De Esch“. Er hatte den Auftrag, sie abzuholen, bot aber an, erst am nächsten Tag wiederzukommen, da sie ja sicher Zeit zum Packen benötige. „Die Frage war, sollte sie versuchen zu fliehen oder zu bleiben? Ohne Aufheben entschied sie, dass sie die Kinder nicht einem unbekannten Schicksal überlassen könne, um sich selbst zu retten, und blieb.“
Der Polizist erschien, wie angekündigt, am folgenden Nachmittag erneut und war erstaunt, sie noch vorzufinden. Abermals gestand er ihr mehr Zeit zum Packen zu und verabschiedete sich erneut. Als er sie am darauf folgenden Tag immer noch vorfand, verhaftete er sie. Sie kam nach Westerbork, was die Deportation und den sicheren Tod nach sich hätte ziehen können. Elisabeth Schmitt hatte Glück:

“I do not know exactly how long she stayed there. One day she was called to the office of an SS Sturmbannführer who had discovered that she was the widow of an Aryan manand the mother of his surviving minor son. The dignitary was much exercised because she had been detained, an error for which she was scarcely responsible. He explained that the führer did not wish the sons of pure-blooded Germans to be needlessly orphaned, even by the loss of a racially inferior mother. She would be reprieved to look after her child until he was of legal age. For the moment, the gas chamber could wait.
My mother’s account of this detour through the underworld made me wonder whether she would have returned from Westerbork had my father still been alive.”

„Ich weiß nicht genau, wie lange sie dort geblieben ist. Eines Tages wurde sie zum Büro eines SS-Sturmbanners gerufen, der entdeckt hatte, dass sie die Witwe eines arischen Mannes und die Mutter seines überlebenden kleinen Sohnes war. Dem Würdenträger wurde durch ihre Inhaftierung viel zugemutet, ein Fehler, für den er kaum verantwortlich war. Er erklärte, dass der Führer nicht wünsche, dass die Söhne der reinblütigen Deutschen unnötig zu Waisen würden, noch dazu durch den Verlust einer rassisch minderwertigen Mutter. Sie könne sich freuen, sich um ihr Kind zu kümmern, bis es volljährig wäre. Für den Augenblick könne die Gaskammer warten.
Der Berichter meiner Mutter von diesem Umweg durch die Unterwelt ließ mich fragen, ob sie aus Westerbork zurückgekehrt wäre, wenn mein Vater noch am Leben gewesen wäre.“

Auch wenn Hans A. Schmitt bei dieser Fluchtverweigerung seiner Mutter deren Verantwortungsgefühl gegenüber den von ihr betreuten jüdischen Jugendlichen betont und auf rationale Aspekte verweist, die sowohl ihrer eigenen Flucht wie später der der Kinder entgegengestanden haben mögen, findet er für Elisabeth Schmitts Verhalten doch noch gewichtige andere Gründe:

“There may have been other reasons for my mother's passivity, less rational and, I suspect, less conscious. By training and education she was a German jurist. Breaking the law, any law, was not part of her code; it took her time to adjust to the lawless ways slowly permeating the lives of the occupied. She was equally slow shedding the skin of her original nationality.”

„Vielleicht gab es andere Gründe für die Passivität meiner Mutter, weniger rational und, ich vermute, weniger bewusst. Durch Ausbildung und Erziehung war sie eine deutsche Juristin. Das Gesetz zu brechen, irgendein Gesetz, war nicht Teil ihrer Normen; sie brauchte ihre Zeit, um sich an die gesetzlosen Wege anzupassen, die das Leben unter der Besatzung langsam durchdrangen. Sie war ebenso langsam, die Haut ihrer ursprünglichen Nationalität abzustreifen.“

Es wäre verkehrt, Elisabeth Schmitt die alleinige Schuld an der Deportation und Ermordung der jüdischen Schülerinnen und Schüler von Eerde geben zu wollen, wie es etwa Wolfgang Cordan nahelegt. Viele Faktoren spielten zusammen, das vertrauensseelige und legalistische Verhalten des leitenden Quäkerfunktionärs Piet Kappers, dem sie sich kompromisslos unterordnete, ihr eigenes eher unpolitisches Verhalten und das fatale Aufeinandertreffen ihres juristisch-normativen Denkens mit dem Quäker-Diktum, niemals die Unwahrheit zu sagen.

## Neustart in den USA
Die Quäkerschule Eerde hatte in den beiden letzten Kriegsjahren faktisch aufgehört zu existieren. Einige Lehrer aber, darunter auch Elisabeth Schmitt, lebten weiter dort und unterrichteten meistens ihre eigenen Kinder. Im Herbst 1944 tauchte Schmitts Sohn Richard, gerade siebzehn Jahre alt geworden, unter und wurde von einem Bauern in der Nachbarschaft versteckt. Eine der Bauerntöchter sorgte für den brieflichen Kontakt zwischen Mutter und Sohn. (Lucky Victim, S. 230) Hans A. Schmitt traf seine Mutter, seinen Bruder und die verbliebenen Bewohner von Eerde im Juli 1945 wieder. Er war als amerikanischer Soldat nach Europa gekommen und zu der Zeit in Ingelheim stationiert. Von da aus trat er in einem Jeep die Reise nach Holland an, begleitet von einem Fahrer, da es ihm als Offizier nicht erlaubt war, das Fahrzeug selber zu fahren. Die Diskussionen, in die er dort verwickelt wurde, waren für ihn, der sein Leben gegen Nazideutschland aufs Spiel gesetzt hatte, ernüchternd: Es gab erhebliche Vorurteile gegenüber den Alliierten; den kanadischen Truppen, die die Niederlande befreit hatten, wurde Disziplinlosigkeit vorgeworfen; die bevorstehende Zerschlagung Preußens wurde bedauert; und die Furcht vor den Russen war allgegenwärtig. „Wieder einmal entdeckte ich, dass der Frieden den Kämpfern, die er aus der täglichen physischen Gefahr befreit hatte, größere Erleichterung brachte als die Zivilbevölkerung. Der Soldat konnte seine Waffen und seine Ängste weglegen und auf die Demobilisierung warten. Solchem Seelenfrieden entzogen sich viele Freunde, die ich in Deutschland besucht hatte, und jene, mit denen ich jetzt ein Wiedersehen in Holland feierte.“
Nach Weihnachten 1945 reiste Hans A. Schmitt ein weiteres Mal nach Eerde, und diese Reise entschied dann auch über das Schicksal seiner Mutter und seines Bruders. Elisabeth Schmitt und ihr Sohn Richard profitierten von einer Sonderregelung: Angehörige der amerikanischen Streitkräfte unterlagen nicht den Quotenrestriktionen, die für viele Menschen zu einer schier unüberwindlichen Hürde bei einer beabsichtigten Einreise in die USA geworden waren; ohne auf Wartelisten gesetzt zu werden, stand ihnen das Recht auf sofortige Einreise zu. Elisabeth Schmitt benötigte allerdings einen Nansen-Pass, weil die Nazis ihr die Staatsbürgerschaft entzogen hatten und sie somit auch nicht mehr über einen deutschen Pass verfügte. (Lucky Victim, S. 235–236) Im Dezember 1946 reisten Elisabeth und Richard Schmitt über Stockholm in die USA. Über New York kommend, trafen sie am 6. Dezember 1946 bei Hans. A. Schmitt und dessen Frau in Chikago ein. (Lucky Victim, S. 239)
Elisabeth Schmitt war Mitte vierzig als sie in den USA ankam. Sie lebte hier weitere 28 Jahre und nahm die US-amerikanische Staatsbürgerschaft an. Sie unternahm mehrere ausgedehnte Reisen nach Europa, doch Heimweh nach Deutschland war ihr ebenso fremd wie der Wunsch, auf Dauer wieder dahin zurückzukehren. (Lucky Victim, S. 247)
Eine eigene akademische Karriere eröffnete sich ihr in den USA nicht. Sie erhielt zwar ein Angebot von einem Quäker-College in Iowa, lehnte das jedoch ab, und wurde Sekretärin an der Deutschen Abteilung der University of Chicago. Zusätzlich konnte sie hier Kurse über philologische Methode abhalten und eine Karriere als Übersetzerin starten. 1967, mitten in der Übersetzung eines Werkes über katholische Theologie, erlitt sie einen Schlaganfall. (Lucky Victim, S. 247) Sie starb im Jahre 1974.